# Chevron Questa Mine

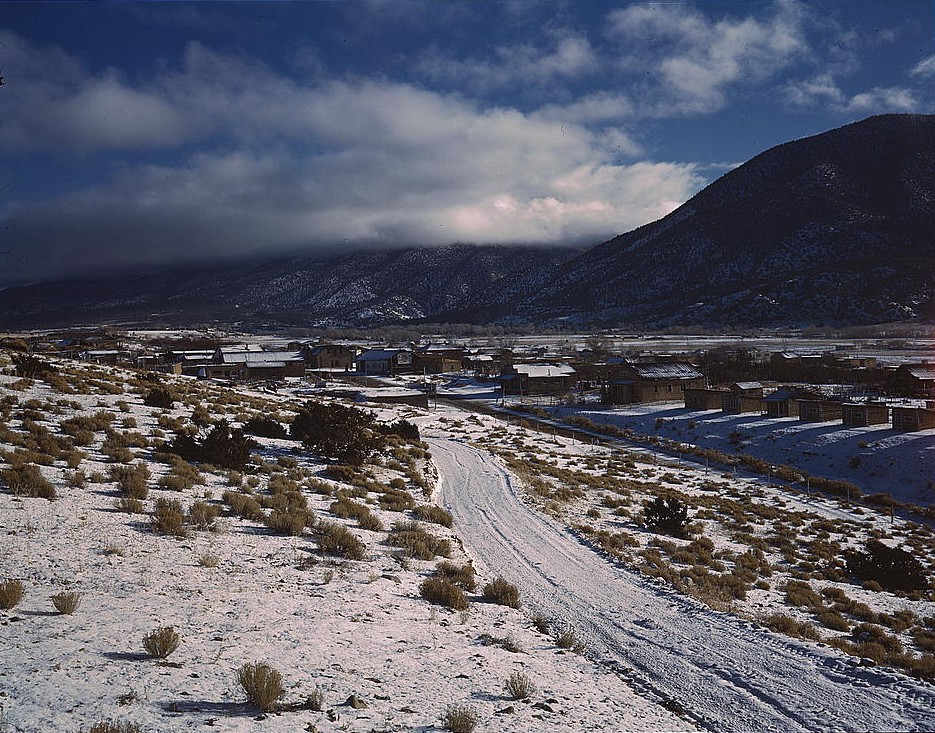
Поселення Куеста неподалік від підприємства. 1943 рік.

Chevron Questa Mine (Molycorp Mine) — закрите у 2014 році підприємство з видобутку та переробки молібденових руд у штаті Нью-Мексико (США). Запаси руди 125 млн т. Видобувалося у кар'єрі (12 млн т на рік) та в підземному руднику (5,5 млн т).

## Опис
Молібденове підприємство розташоване у дев'яти милях від селища Куеста (округ Таос, штат Нью-Мексико), шахта була відкрита у 1920 році. Молібденове родовище в Questa, Нью-Мексико було придбано корпорацією Chevron у 2005 році і змінило назву на «Chevron Questa Mine». Економічні умови, які складаються на шахті, є таким, що у лютому 2009 року відбулось 54 відсоткове скорочення персоналу, що в першу чергу впливає на жителів села Куеста.